# Ocotzocotla
Ocotzocotla är en ort i Mexiko.   Den ligger i kommunen Tequila och delstaten Veracruz, i den sydöstra delen av landet, 240 km öster om huvudstaden Mexico City. Ocotzocotla ligger 1 045 meter över havet och antalet invånare är 234.
Terrängen runt Ocotzocotla är varierad. Runt Ocotzocotla är det ganska tätbefolkat, med 100 invånare per kvadratkilometer. Närmaste större samhälle är Córdoba, 14,7 km norr om Ocotzocotla. I omgivningarna runt Ocotzocotla växer i huvudsak städsegrön lövskog.